# وارا دو ری
وارا دو ری (به اسپانیایی: Vara de Rey) یک شهرستان در اسپانیا است که در استان کوئنکا واقع شده‌است.

## خصوصیات
وارا دو ری ۱۲۸ کیلومترمربع مساحت و ۶۳۷ نفر جمعیت دارد.